# 釣り野伏せ
釣り野伏せ（つりのぶせ）、釣り野伏（読み同じ）、釣野伏は、偽装退却の別称。とくに九州の戦国大名である島津氏が得意とした偽装退却戦術をこう呼称することがある。

## 呼称
この呼称についてはいつの時代からこう呼称されていたか判然としていないが、すくなくとも大正2年（1913年）出版の「薩藩戦史考証」（田中鉄軒）には江戸末期の兵法家徳田邕興（1738-1804）が書き残した「合傳流闘徴録」を紹介する形で『釣野伏の法』が記述されている。一般に「野伏」とは中世、山野に隠れて追いはぎや強盗などを働いた武装農民集団のことを指すか、あるいは合戦に先立ち少人数で攻撃をしかけることであり、「薩摩戦史考証」においても３方の伏兵に呼び込むために内情を知らせぬ5人の歩卒に城兵を襲撃させ1人を倒し１人を捉えさせる挑発策にこの呼称を充てている。

## 概要
「薩藩戦史考証」の用例は挑発による城内敵部隊の誘引策として記述してあるため、「釣り」の語義は本来の意味の「餌（野伏）で敵軍を釣る」意味であろうと考えられる。南九州で内部対立を繰り返し弱体化していた島津氏はこのような計略を駆使し次第に台頭して行くのである。島津義久の代には数万を動員する合戦が行われるようになり、耳川の戦いや沖田畷の戦いでは大規模な伏兵戦が行われており、これらも釣り野伏と解説されることがあるが、こちらは正しくは偽装退却の部類であろう。
大規模な野戦においては全軍を三隊に分け、そのうち二隊をあらかじめ左右に伏せさせておき、機を見て敵を三方から囲み包囲殲滅する戦法である。まず中央の部隊のみが敵に正面から当たり、偽装退却つまり敗走を装いながら後退する。敵が追撃するために前進すると、左右両側から伏兵に襲わせる。このとき敗走を装っていた中央の部隊が反転し逆襲に転じることで三面包囲が完成する。
基本的に寡兵を以って兵数に勝る相手を殲滅する戦法であるため、中央の部隊は必然的に敵部隊とかなりの兵力差がある場合が多く、非常に難度の高い戦法である。
偽装退却の場合、要は敵を誘引する中央の囮部隊にある。戦場での退却は容易に潰走へ陥りやすい上に、敵に警戒されないように自然な退却に見せかけなければならない。この最も困難な軍事行動である「統制のとれた撤退」を行うためには、高い練度・士気を持つ兵と、戦術能力に優れ冷静に状況分析ができ、かつ兵と高い信頼関係にある指揮官が不可欠となる。
木崎原の戦いのように初期の頃の合戦において、伏兵を用いた戦い方が結果的に釣り野伏せのような包囲殲滅の形になることもあったが、後に積極的に釣りを用いるようになり、ほとんどの野戦で三面包囲殲滅戦を図るようになった。その後、島津氏は、釣り野伏せ、及びそれを応用した包囲戦法によって耳川の戦い、沖田畷の戦い、戸次川の戦いなどの重要な合戦に勝利し、一時的にせよ九州をほぼ統一することに成功した。そして慶長の役の泗川の戦いにおいて、島津軍は数倍とも数十倍ともいう明・朝鮮の大連合軍を撃破するに至った。

## 類似例
大友氏配下の立花道雪など同じ九州の武将も類似した戦法を用いた記述がある。
囮部隊を偽装敗走させ、敵軍を伏兵を置いたポイントに誘導し囮部隊と伏兵で敵軍を包囲撃滅するという手法は、統率と機動力に優れたモンゴル帝国も得意としており、ワールシュタットの戦いもこの一例だといえる。
日本の戦国時代においても、大友氏の家臣の立花道雪と高橋紹運が釣り野伏せに類似した戦法をよく用い、連携して天正6年（1578年）12月3日の柴田川の戦いにて秋月種実と筑紫広門を撃退した。天正13年（1585年）2月から4月23日までも龍造寺氏、筑紫氏、秋月氏など肥筑連合軍を久留米合戦にて度々撃破した。また道雪配下の由布惟信や小野鎮幸も天正8年12月の宗像合戦にて独自の判断でこの戦法を使って宗像軍を撃退した。
高橋紹運の子で立花道雪の婿養子となった立花宗茂は文禄・慶長の役にも朝鮮軍や明軍に対して、文禄元年（1592年）6月26日京城北方の朝鮮軍駆逐戦、文禄2年（1593年）1月10日小西行長を救援するため、弟の高橋統増と連携して明の追撃軍を撃退した龍泉の戦い、6月14日小早川秀包と連携して明の劉綎配下の別将との晋州城北の戦い、慶長3年9月の第二次蔚山城の戦いで加藤清正を救援するため蔚山へ進軍する途中、偽の夜営を設置して明将の麻貴を騙し、釣り野伏せにて包囲撃破した。このように、実戦で活用された。
筑紫惟門も永禄2年（1559年）4月2日の第一次侍島の戦いと永禄7年（1564年）5月2日の第二次侍島の戦い、永禄10年（1567年）7月11日侍島や山上城にてこの戦法を使って大友氏の勇将斎藤鎮実を撃退した。三度大友方との戦いは問註所鑑晴、問註所鑑豊、佐藤刑部、小河鑑昌、星野鑑泰、犬塚尚家、田尻種廉、田尻種増、田尻種任、麦生民部兄弟などを撃ち取った。
志賀親次は、天正14年（1586年）10月22日の岡城滑瀬口攻防戦にて元より釣り野伏せが得意の島津軍をこの戦法で撃退した。また、吉弘統幸（高橋紹運の甥）は慶長5年（1600年）9月13日、西の関ヶ原の戦いと呼ばれる石垣原の戦いで、釣り野伏せを用いて黒田孝高の軍勢に大損害を与えた。